# 八ヶ郷用水

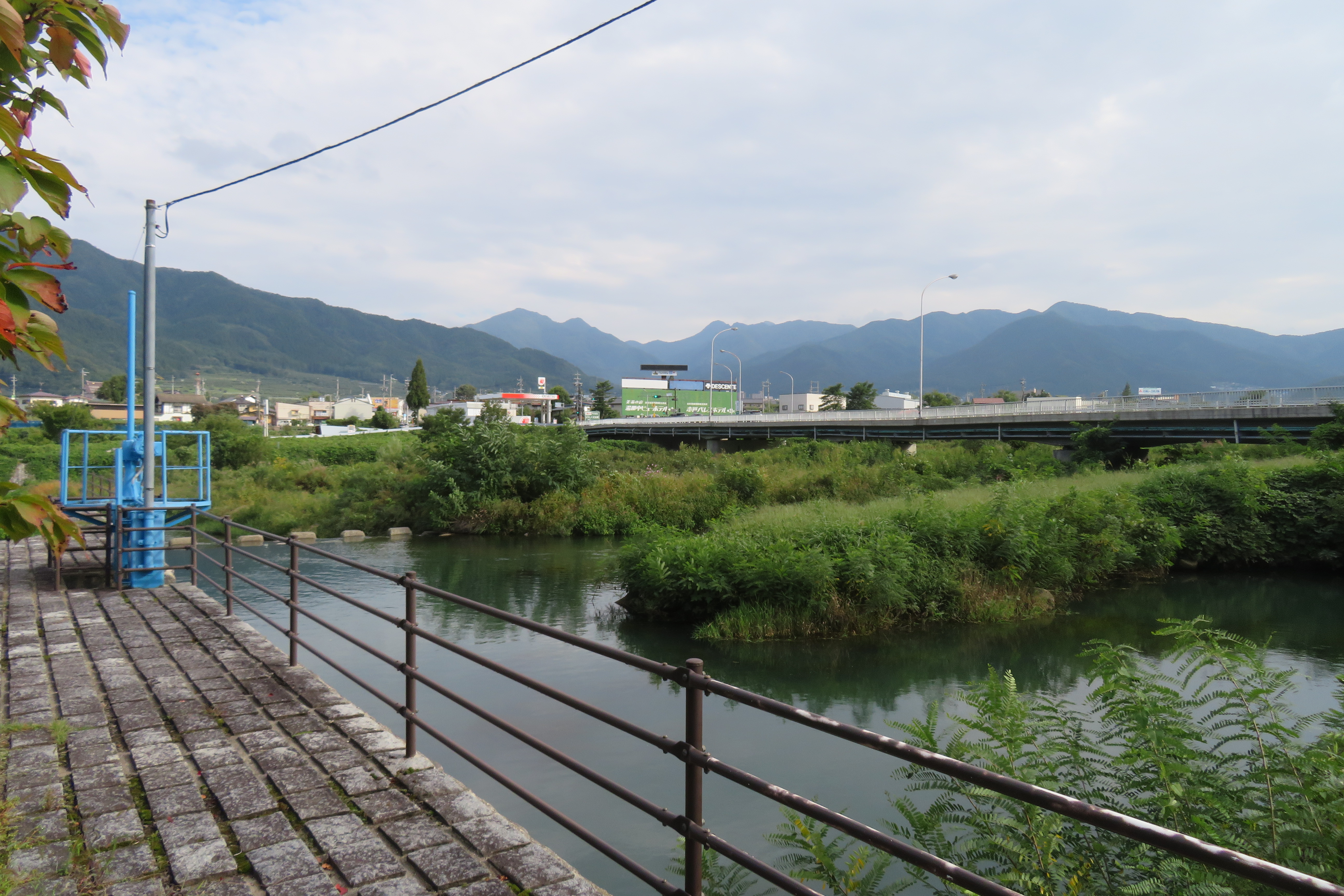
八ヶ郷用水取入れ口堤外水門

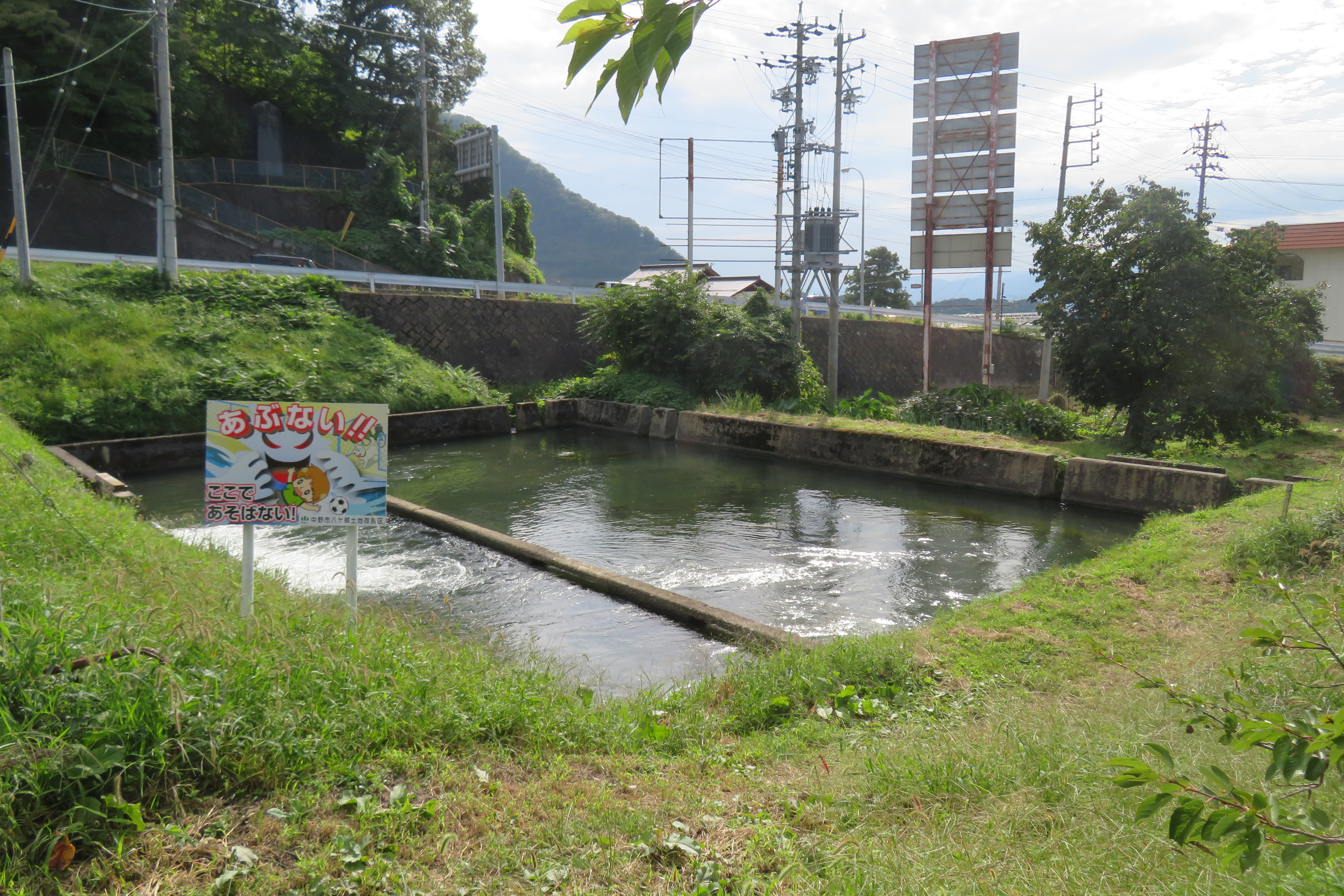
八ヶ郷用水取入れ口分水タンク

八ヶ郷用水（はっかごうようすい）は、長野県中野市にある日本の疎水。

## 概要
八ヶ郷用水は、中野市の水田221haと畑294haの農地を灌漑している。また、八ヶ郷とは、夜間瀬川中野扇状地の郷村（更科・小田中・西条・吉田・一本木・若宮・竹原・中野）による水利共同体である。山ノ内町志賀高原大沼池より流れいでる横井川と、志賀高原横手山ガラン沢より湧き出る水を集めた寒沢堰から角間川と流れる水が、合流して夜間瀬川となる。
八ヶ郷用水は、夜間瀬川にかかる夜間瀬橋付近の八ヶ郷用水取入れ口で取水され、分水タンクにて更科堰・小田中堰・中野堰・西条堰・吉田堰・一本木堰・若宮堰・竹原堰の、八つに分水される。

## 水利権
横井川・角間川が合流して流れる夜間瀬川の水利権は下流の中野市（中野市八ヶ郷土地改良区）にある。

## 中野八ヶ郷水利史
八ヶ郷用水の「水利権」を中野市八ヶ郷土地改良区が今後も維持するために発刊された。

## 疎水百選
2006年（平成18年）、農林水産省の疎水百選に選ばれ、ウォーキングコースも案内されている。

## 分水タンク地番
八ヶ郷用水取入れ口分水タンクは幅50ｍ位で、一本木区（旧一本木村）・栗和田区（旧栗和田村）・竹原区（旧竹原村）に跨っていて松崎と呼ばれている。

## 八ヶ郷用水取入れ口付近で行われているドンドン焼き

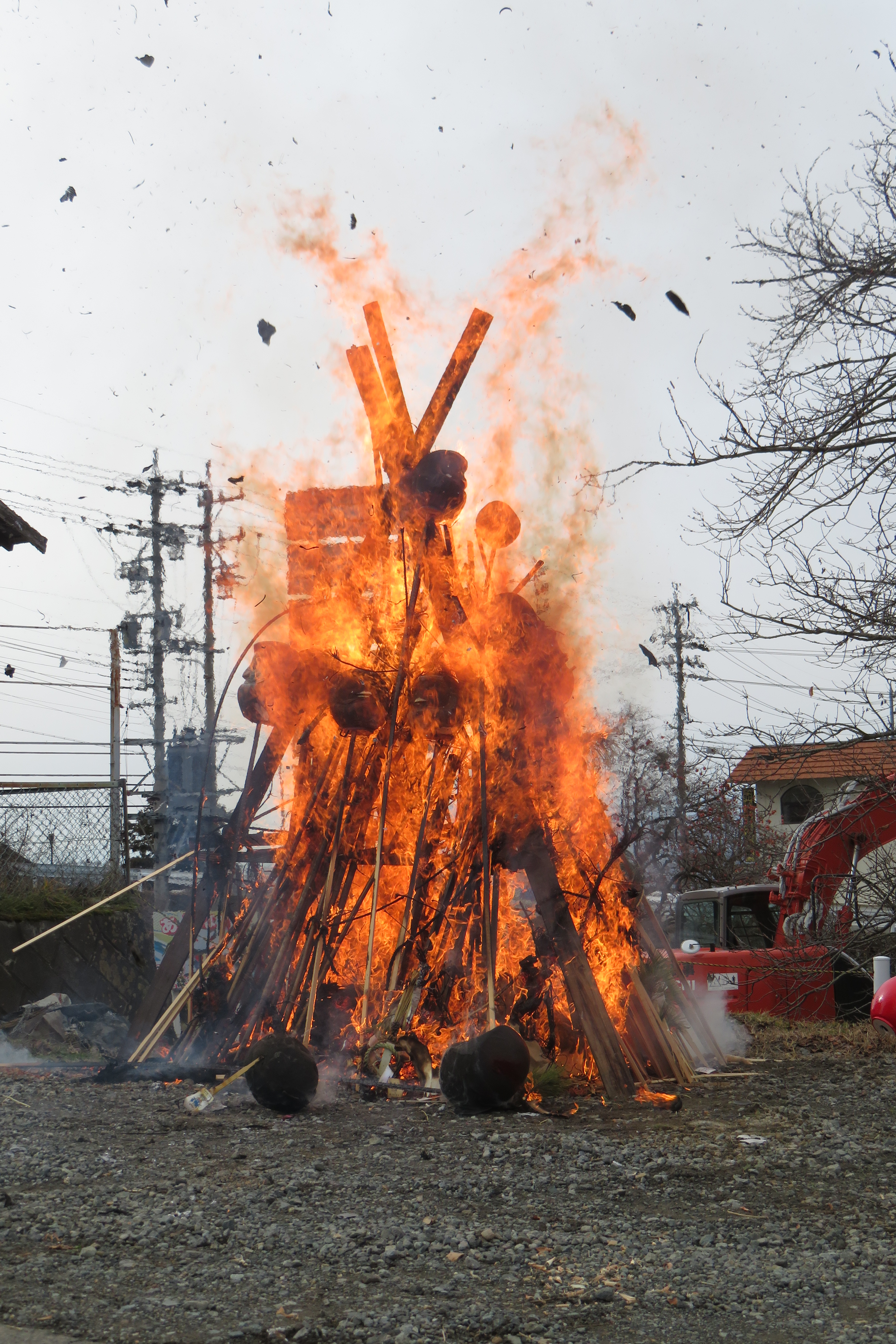
八ヶ郷用水取入れ口にある夜間瀬川水防小屋横で行われているドンドン焼き（2020年1月）

八ヶ郷用水取入れ口付近では毎年、一栗竹（一本木区・栗和田区・竹原区）の有志によりドンドン焼きが行われている。